# Want (Takako Ohta)
Want è il quinto album della cantante giapponese Takako Ohta, pubblicato il 25 ottobre 1986.
Dall'album non ci sono singoli estratti, in quanto anticipato dall'EP Backseat Lovers uscito due mesi prima.

## Tracce
1. Mayonaka no suteppu (真夜中のステップ?) (Ken Takahashi)
2. Hitori botchi no S. O. S (ひとりぼっちの S.O.S?) (Ken Takahashi)
3. Atarashī Destiny (新しいDestiny?) (testo: Kazuko Kobayashi – musica: Ken Takahashi)
4. Mōtāpūru de kuchi dzuke o (モータープールでくちづけを?) (testo: Yuho Iwasato – musica: Ken Takahashi)
5. Uwakina tina u~oresu (But, She' s so shy!) (浮気なティナ・ウォレス(But,She's so shy!)?) (Ken Takahashi)
6. WANT (testo: Yuho Iwasato – musica: Ken Takahashi)
7. Mūnraito doraivu~ā (ムーンライト・ドライヴァー?)} (Ken Takahashi)
8. CHAMELEON GIRL (Solo nella versione in CD) (testo: Yuho Iwasato – musica: Ken Takahashi)
9. Foolish Boy (testo: Yuho Iwasato – musica: Ken Takahashi)
10. BACKSEAT LOVERS (Ken Takahashi)
11. Sing (testo: Yuho Iwasato – musica: Ken Takahashi)